# Piet Leupen
Pieter Henri Dé (Piet) Leupen (Goes, 1939) is een Nederlands historicus.
Na geschiedenis gestudeerd te hebben waarbij hij zich specialiseerde in de middeleeuwen werd hij eerst leraar aan een Amsterdamse middelbare scholengemeenschap, vervolgens wetenschappelijk onderzoeker bij het toenmalige Zuiver Wetenschappelijk Onderzoek, daarna wetenschappelijk medewerker aan de Katholieke Universiteit Nijmegen en vanaf 1984 hoogleraar middeleeuwse geschiedenis aan de Universiteit van Amsterdam waarbij hij zich specialiseerde in stadsgeschiedenis en politieke theorieën. Sinds 2001 is hij met emeritaat. 
Leupen heeft diverse publicaties op het terrein van zijn vakgebied op zijn naam staan. Zo schreef hij over de ontwikkeling van de steden Maastricht en Nijmegen in de vroege middeleeuwen alsmede in het kader van de middeleeuwse politieke theorievorming over Filips van Leiden, een belangrijke veertiende-eeuwse rechtsgeleerde uit het toenmalige graafschap Holland. Op latere leeftijd is hij er ook toe overgegaan over godsdienst-historische onderwerpen te schrijven, vooral over de relatie tussen kerk en staat en religieuze geschiedenis van Jeruzalem.
Naast bovengenoemde activiteiten houdt hij zich ook bezig met regionale geschiedenis, is hij betrokken bij diverse geschiedkundige genootschappen en vervulde hij het redacteurschap van het blad Theoretische Geschiedenis.

## Publicaties (selectie)
- Philip of Leyden: A Fourteenth Century Jurist. A Study of His Life and Treatise "De Cura Reipublicae et Sorte Principantis", 1981, 300 blz., met Supplement to Philip of Leyden, 1981, 104 blz., uitgeverij Leiden University Press- W.E.J. Tjeenk Willink - The Hague-Zwolle, ISBN 90-271-1678-4
- De bisschoppen en de moraal. Gezag en macht in de vroege en volle middeleeuwen, 1985, 30 blz., uitgeverij Verloren - Hilversum, ISBN 90 6550 204 1 (oratie)
- Gods stad op aarde. Eenheid van kerk en Staat in het eerste millennium na Christus. Een kerkelijke ideologie 1996, 176 blz., uitgeverij Wereldbibliotheek - Amsterdam, ISBN 90 284 1728 1
- Keizer in zijn eigen rijk. De geboorte van de nationale staat, 1998, 208 blz., uitgeverij Wereldbibliotheek - Amsterdam, ISBN 9028418032
- De burgers van Rhenen, in: Oud Rhenen 18 (1999), blz. 18-25
- Het meetlint over Jeruzalem. De fatale mythe van een heilige stad, 2001, 206 blz., uitgeverij Wereldbibliotheek - Amsterdam, ISBN 9028418903
- Heilige plaatsen. Jeruzalem, Lourdes en shopping malls, redacteurs Herman de Dijn en Walter van Herck, 2002, 144 blz., uitgeverij Pelckmans/Klement - Antwerpen, ISBN 907707029X (betreft een bijdrage)
- Messianisme en Middeleeuwen. Geloven in een begonnen eindtijd, 2001, 30 blz., uitgeverij Wereldbibliotheek - Amsterdam, ISBN 9028419659 (afscheidscollege)
- Kruistochten. Een hoorcollege over de strijd om het Heilige Land, 2007, 4 audio-cd's, uitgeverij Home-Academy Publishers - Den Haag, ISBN 9789085307778
- Familiezilver. Een nalatenschap van het burgergeslacht Leupen, 2007, 216 blz., uitgeverij Gopher B.V. - Amsterdam, ISBN 9789051795646
- Het Tapijt van Bayeux. Een hoorcollege over de geschiedenis van de slag bij Hastings, 2009, 1 dvd, uitgeverij Home-Academy Publishers - Den Haag, ISBN 9789085300380
- Belaagd en belegerd. Herman Amersfoort, Abdelkader Benali, Hans Blom e.a., 2011, 352 blz., uitgeverij Balans - Amsterdam, ISBN 9789460033537 (betreft een bijdrage:  Bezet of bevrijd? Jeruzalem, 1099)
- De vergissing van Jezus. Het uitblijven van zijn koninkrijk en de gevolgen, 2012, 297 blz., uitgeverij Bert Bakker - Amsterdam, ISBN 9789035137448
- De gekortwiekte engel. De aartsengel Michaël en zijn cultus in het Westen, 2017, 248 blz., uitgeverij Parthenon - Almere, ISBN/EAN 978 90 79578 863
- Middeleeuws koningschap. Op zoek naar de wortels van de West-Europese monarchie, 2023, 176 blz., uitgeverij Walburgpers - Zutphen, ISBN 978 94 6456 0305

- Bibliothèque nationale de France: cb121799132 (data)
- International Standard Name Identifier: 0000 0000 8443 5984
- Library of Congress Control Number: n83041410
- Nederlandse Thesaurus van Auteursnamen: 070382255
- Système universitaire de documentation: 030370280
- Virtual International Authority File: 40745792
- WorldCat: E39PBJqk6v3qVKt9rPqmrCYF8C